# Ворнер № 5
Графство Ворнер № 5 (англ. Warner County No. 5) — муніципальний район в Канаді, у провінції Альберта.

## Населення
За даними перепису 2016 року, муніципальний район нараховував 3847 жителів, показавши зростання на 0,2%, порівняно з 2011-м роком. Середня густина населення становила 0,8 осіб/км².
З офіційних мов обидвома одночасно володіли 40 жителів, тільки англійською — 3 680, тільки французькою — 5, а 115 — жодною з них. Усього 1,725 осіб вважали рідною мовою не одну з офіційних, з них 5 — українську.
Працездатне населення становило 70,1% усього населення, рівень безробіття — 2,8% (2,6% серед чоловіків та 3% серед жінок). 63,7% були найманими працівниками, 35,5% — самозайнятими.
Середній дохід на особу становив $46 214 (медіана $35 029), при цьому для чоловіків — $52 388, а для жінок $38 506 (медіани — $43 788 та $27 488 відповідно).
29,2% мешканців мали закінчену шкільну освіту, не мали закінченої шкільної освіти — 26,7%, 44% мали післяшкільну освіту, з яких 21,5% мали диплом бакалавра, або вищий.
| Статево-вікова структура населення | Статево-вікова структура населення | Статево-вікова структура населення | Статево-вікова структура населення | Статево-вікова структура населення |
| ---------------------------------- | ---------------------------------- | ---------------------------------- | ---------------------------------- | ---------------------------------- |
|                                    |                                    |                                    |                                    |                                    |
| Всього                             | Всього                             | 50,4%49,6%                         |                                    |                                    |
| 0 — 14 років                       | 0 — 14 років                       |                                    | 24,9%                              | 24,9%                              |
| 15 — 64 років                      | 15 — 64 років                      |                                    | 62,1%                              | 62,1%                              |
| 65 і більше                        | 65 і більше                        |                                    | 13%                                | 13%                                |
| 85 і більше                        | 85 і більше                        |                                    | 1,7%                               | 1,7%                               |
| Середній вік (років)               | Середній вік (років)               | 37,235,3                           | 36,2                               | 36,2                               |
| Медіана (років)                    | Медіана (років)                    | 34,932,8                           | 34,1                               | 34,1                               |
| — чоловіки — жінки                 |                                    |                                    |                                    |                                    |

| Походження мешканців:     | Походження мешканців:     | Походження мешканців: | Походження мешканців: | Походження мешканців: |
| ------------------------- | ------------------------- | --------------------- | --------------------- | --------------------- |
| Походження                |                           |                       | осіб                  | %                     |
| Корінні американці        | Корінні американці        |                       | 60                    | 2.69%                 |
| Інше північноамериканське | Інше північноамериканське |                       | 840                   | 37.67%                |
| Європейське               | Європейське               |                       | 1 840                 | 82.51%                |
| британське                | британське                |                       | 1 055                 | 47.31%                |
| французьке                | французьке                |                       | 135                   | 6.05%                 |
| українське                | українське                |                       | 135                   | 6.05%                 |
| Латинськоамериканське     | Латинськоамериканське     |                       | 55                    | 2.47%                 |
| Азійське                  | Азійське                  |                       | 75                    | 3.36%                 |
| Океанійське               | Океанійське               |                       | 20                    | 0.9%                  |

| Зайнятість населення за галузями (за класифікацією NOC): | Зайнятість населення за галузями (за класифікацією NOC): | Зайнятість населення за галузями (за класифікацією NOC): | Зайнятість населення за галузями (за класифікацією NOC): | Зайнятість населення за галузями (за класифікацією NOC): |
| -------------------------------------------------------- | -------------------------------------------------------- | -------------------------------------------------------- | -------------------------------------------------------- | -------------------------------------------------------- |
|                                                          |                                                          |                                                          |                                                          |                                                          |
| Управління                                               | Управління                                               |                                                          | 29,3%                                                    | 29,3%                                                    |
| Бізнес, фінанси та адміністрування                       | Бізнес, фінанси та адміністрування                       |                                                          | 13,7%                                                    | 13,7%                                                    |
| Природничі та прикладні науки                            | Природничі та прикладні науки                            |                                                          | 1,2%                                                     | 1,2%                                                     |
| Охорона здоров'я                                         | Охорона здоров'я                                         |                                                          | 4,4%                                                     | 4,4%                                                     |
| Освіта, правозахист, муніципальні та урядові служби      | Освіта, правозахист, муніципальні та урядові служби      |                                                          | 8,8%                                                     | 8,8%                                                     |
| Мистецтво, культура, відпочинок та спорт                 | Мистецтво, культура, відпочинок та спорт                 |                                                          | 1,6%                                                     | 1,6%                                                     |
| Роздрібна торгівля та послуги                            | Роздрібна торгівля та послуги                            |                                                          | 9,6%                                                     | 9,6%                                                     |
| Гуртова торгівля, транспорт та обладнання                | Гуртова торгівля, транспорт та обладнання                |                                                          | 14,5%                                                    | 14,5%                                                    |
| Природні ресурси, сільське господарство                  | Природні ресурси, сільське господарство                  |                                                          | 14,5%                                                    | 14,5%                                                    |
| Виробництво                                              | Виробництво                                              |                                                          | 2,4%                                                     | 2,4%                                                     |

## Населені пункти
До складу муніципального району входять містечка Мілк-Рівер, Реймонд, села Куттс, Ворнер, Стірлінґ, а також хутори, інші малі населені пункти та розосереджені поселення.

## Клімат
Середня річна температура становить 6°C, середня максимальна – 24,1°C, а середня мінімальна – -14,6°C. Середня річна кількість опадів – 399 мм.
| Клімат поселення                              | Клімат поселення | Клімат поселення | Клімат поселення | Клімат поселення | Клімат поселення | Клімат поселення | Клімат поселення | Клімат поселення | Клімат поселення | Клімат поселення | Клімат поселення | Клімат поселення | Клімат поселення |
| Показник                                      | Січ.             | Лют.             | Бер.             | Квіт.            | Трав.            | Черв.            | Лип.             | Серп.            | Вер.             | Жовт.            | Лист.            | Груд.            |                  |
| Середній максимум, °C                         | −0,68            | 2,73             | 6,97             | 13,28            | 18,54            | 22,69            | 24,00            | 24,11            | 18,76            | 13,21            | 5,16             | 0,34             |                  |
| Середня температура, °C                       | −7,63            | −4,22            | 0,02             | 6,31             | 11,58            | 15,73            | 18,19            | 18,31            | 12,95            | 7,40             | −0,65            | −5,46            |                  |
| Середній мінімум, °C                          | −14,6            | −11,19           | −6,95            | −0,67            | 4,62             | 8,78             | 12,38            | 12,50            | 7,13             | 1,59             | −6,48            | −11,27           |                  |
| Норма опадів, мм                              | 16               | 12               | 23               | 30               | 61               | 86               | 38               | 44               | 39               | 19               | 15               | 16               |                  |
| Середньомісячна швидкість вітру, м/с          | 5.01             | 4.70             | 4.90             | 5.00             | 4.70             | 4.30             | 3.88             | 3.80             | 4.10             | 4.83             | 5.09             | 5.17             |                  |
| Середньомісячна сонячна радіація, кДж/м²·день | 4552             | 8105             | 13125            | 17272            | 20890            | 22199            | 23790            | 20359            | 14630            | 9034             | 4915             | 3721             |                  |
| --------------------------------------------- | ---------------- | ---------------- | ---------------- | ---------------- | ---------------- | ---------------- | ---------------- | ---------------- | ---------------- | ---------------- | ---------------- | ---------------- | ---------------- |
| Джерело:                                      |                  |                  |                  |                  |                  |                  |                  |                  |                  |                  |                  |                  |                  |